# Parmeliella thysanota
Parmeliella thysanota är en lavart som först beskrevs av Stirt., och fick sitt nu gällande namn av Alexander Zahlbruckner. Parmeliella thysanota ingår i släktet Parmeliella och familjen Pannariaceae.   Inga underarter finns listade i Catalogue of Life.